# Stoutsville (Missouri)
Stoutsville è un villaggio degli Stati Uniti d'America, situato nello Stato del Missouri, nella contea di Monroe.